# Aspiorhynchus
Aspiorhynchus is een geslacht van straalvinnige vissen uit de familie van eigenlijke karpers (Cyprinidae).

## Soort
- Aspiorhynchus laticeps (Day, 1877)